# Norton (Zimbabwe)
Norton – miasto w Zimbabwe; w prowincji Mashonaland Zachodni; 78 tys. mieszkańców (2013). Ośrodek przemysłowy.